# Ernst-Günther Baade

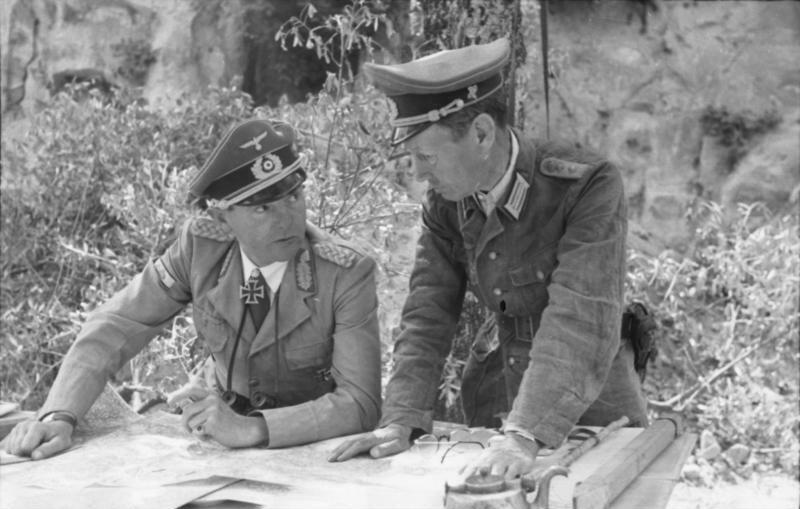
Ernst-Günther Baade (links) 1944 in Italien

Ernst-Günther Baade (* 20. August 1897 in Falkenhagen; † 8. Mai 1945 in Bad Segeberg) war ein deutscher Generalleutnant im Zweiten Weltkrieg.

## Leben

### Erster Weltkrieg
Baade trat nach Ausbruch des Ersten Weltkriegs als Kriegsfreiwilliger am 18. August 1914 in das 2. Pommersche Ulanen-Regiment Nr. 9 ein. Am 4. Juni 1915 wurde er zur Ersatz-Eskadron seines Stammregiments versetzt. Baade absolvierte vom 11. Juli bis 28. August 1915 einen Fahnenjunker-Lehrgang in Döberitz und wurde nach bestandenem Lehrgang in das Dragoner-Regiment „König Karl I. von Rumänien“ (1. Hannoversches) Nr. 9 versetzt. Dort erfolgte am 22. August 1916 seine Beförderung zum Leutnant und als solcher kam er dann in das Kavallerie-Schützen-Regiment Nr. 2. Vom 12. März 1917 bis 5. Februar 1918 fungierte er als Führer des Signalzuges der Fernsprech-Abteilung 231, wurde dann wieder zum Dragoner-Regiment Nr. 9 versetzt und als Ordonnanzoffizier beim Stab der 231. Infanterie-Brigade eingesetzt. Bei den Kämpfen an der Westfront wurde Baade am 1. Juni 1918 verwundet und war nach Lazarettaufenthalt und Gesundung am 16. Juni 1918 wieder dienstfähig. Kurzzeitig erfolgte seine Verwendung in seiner alten Funktion, ehe er dann am 22. Juni 1918 zum Infanterie-Regiment Nr. 444 kam. Durch eine Gasvergiftung war er ab 30. August 1918 dienstunfähig und wurde im bayerischen Kriegslazarett 62 behandelt. Zwei Monate später erfolgte seine Überweisung in die Ersatz-Eskadron des Dragoner-Regiments Nr. 9, wo er auch das Kriegsende erlebte. Für sein Wirken hatte man ihn mit beiden Klassen des Eisernen Kreuzes, dem Verwundetenabzeichen in Schwarz sowie dem Hamburger Hanseatenkreuz ausgezeichnet.

### Nachkriegszeit/Reichswehr
Baade wurde zunächst in die Reichswehr übernommen und dem Reichswehr-Infanterie-Regiment 5 zugeteilt. Er absolvierte vom 1. Mai bis 1. Oktober einen Lehrgang an der Reitschule Paderborn. Aufgrund der weiteren Heeresreduzierung schied Baade am 15. Mai 1920 aus dem aktiven Dienst aus. Es gelang ihm jedoch knapp vier Jahre später seine Reaktivierung und Anstellung ab 1. April 1924 im 14. Reiter-Regiment. Dort erfolgte am 1. Dezember 1925 seine Beförderung zum Oberleutnant. Vom 1. Oktober 1926 bis 20. Februar 1927 absolvierte Baade einen Offiziers-Waffenschullehrgang in Dresden und war vom 1. Oktober 1927 für zwei Jahre als Bereiter an der Kavallerie-Reitschule Hannover. Dann folgte seine Versetzung in das 10. (Preußisches) Reiter-Regiment, wo man ihn als Ausbildungsoffizier verwendete. Nach drei Jahren kam Baade abermals an die Kavallerie-Reitschule Hannover. Dieses Mal als Spezialist des Springstalls. Nachdem er am 1. August 1933 Rittmeister geworden war, erhielt Baade am 1. Oktober 1934 die Ernennung zum Chef der 1. Eskadron des Reiter-Regiments Nr. 3 in Stendal. Diese Stellung sollte er auch nach der Umbenennung der Einheit in Reiter-Regiment 3 bzw. Kavallerie-Regiment 3 weiter innehaben.

### Zweiter Weltkrieg
Im Zweiten Weltkrieg leistete er Dienst u. a. in der Sowjetunion und in Nordafrika als Kommandeur des Schützen-Regiments 115. Vom 2. Februar bis 1. April 1943 war er Kommandeur der Strafdivision 999. Im Oktober und November 1943 führte er vertretungsweise die 15. Panzergrenadier-Division in Italien und anschließend noch bis Dezember 1943 vertretungsweise die 65. Infanterie-Division. 1944 befehligte er auf dem gleichen Kriegsschauplatz die 90. Panzergrenadier-Division, die u. a. bei Monte Cassino kämpfte. Sein damaliger Korpskommandeur Fridolin von Senger und Etterlin bezeichnete ihn als den eigentlichen Sieger der ersten Schlacht von Monte Cassino und stellte ihm zugleich ein glänzendes Zeugnis hinsichtlich seiner moralischen Integrität aus. Im Jahr 1945 war Baade letzter Kampfkommandant von Köln.
Ernst-Günther Baade starb am Tag der Gesamtkapitulation der Wehrmacht in einem Lazarett in Bad Segeberg, nachdem er zwei Wochen zuvor bei einem Tieffliegerangriff schwer verwundet worden war.

## Weitere Auszeichnungen
- Deutsches Kreuz in Gold am 2. November 1941[3]
- Ritterkreuz des Eisernen Kreuzes mit Eichenlaub und Schwertern[3]
  - Ritterkreuz am 27. Juni 1942
  - Eichenlaub am 22. Februar 1944 (402. Verleihung)
  - Schwerter am 16. November 1944 (111. Verleihung)